# Долгоносик каштановый
Долгоносик каштановый, или плодожил каштановый (лат. Curculio elephas) — вид долгоносиков из подсемейства Curculioninae.

## Описание
Тело без головотрубки длиной от 6 до 10 мм, серо-красновато-золотистого цвета, ноги и усики буроватые. Надкрылья продольно полосатые. Хоботок самки такой же длины, что и тело, у самцов примерно наполовину короче.
Беловатые личинки в четвёртой возрастной стадии длиной 12 до 15 мм. Голова коричневого цвета. Ноги отсутствуют.

## Ареал
Долгоносик каштановый распространён в Южной Европе.

## Биология

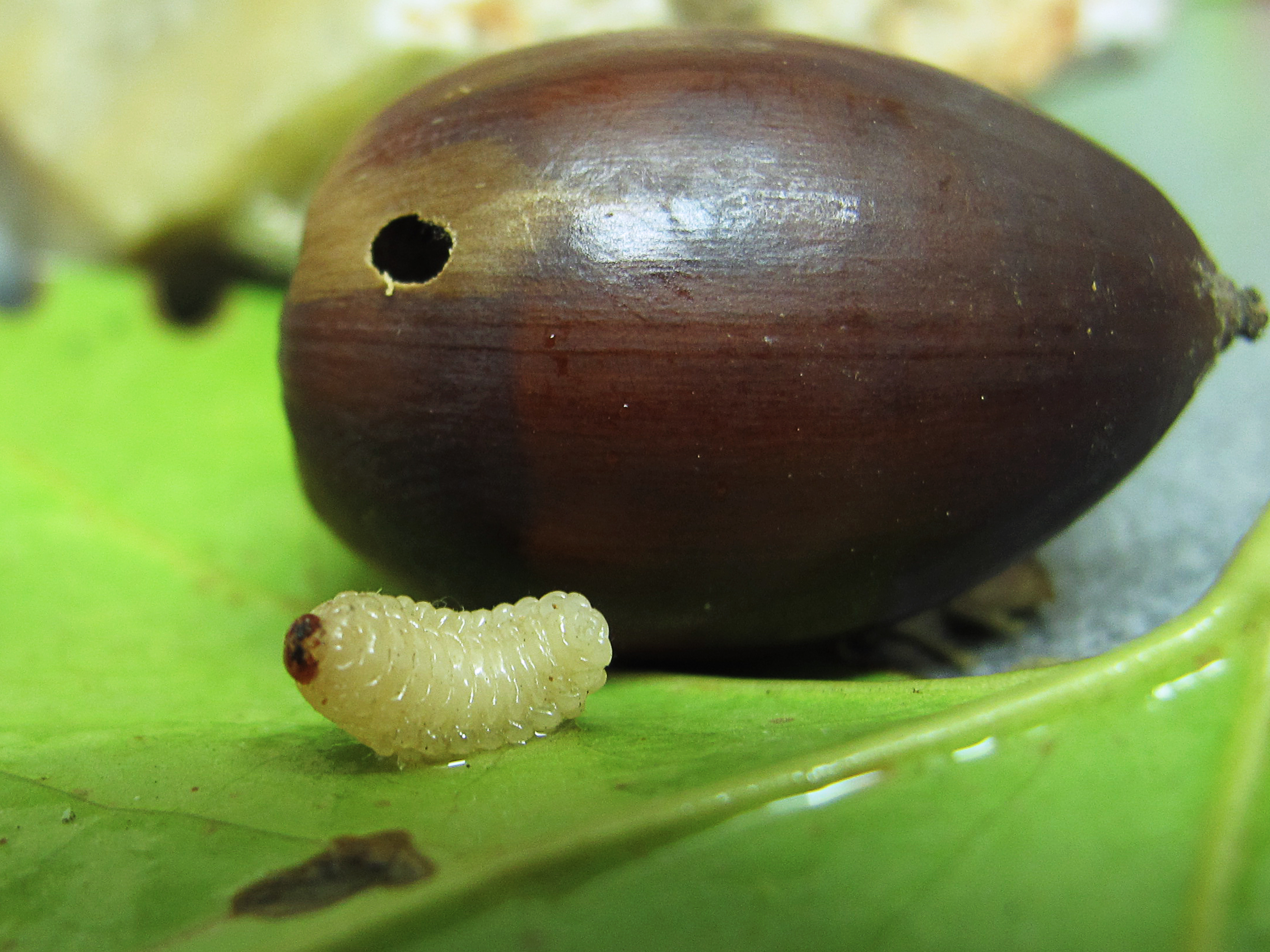
Личинка рядом с плодом каменного дуба

С середины августа взрослые жуки появляются на поверхности. Самки откладывают по одному яйцу на молодых плодах каштана посевного или дуба. Всего самка откладывает до 40 яиц. Когда спелые плоды осенью опадают, личинки прогрызают в околоплоднике отверстие диаметром около 5 мм и зарываются в землю. Личинки зимуют там в коконе на глубине от 10 до 60 сантиметров, и примерно в июне следующего года окукливаются. Большинство личинок окукливаются после первой зимы, в 25 до 40 % случаях окукливание занимает от двух до четырёх лет. Поэтому просчитать динамику популяции затруднительно.

## Экономическое значение
Может сильно повреждать плоды каштанов. Заражённый плод внешне выглядят здоровым, пока личинки внутри него. Из-за ходов и экскрементов личинок плод становится несъедобным. Так как заражённые плоды не имеют никаких внешних признаков, они поступают в продажу. Заражённость «червями» замечает только потребитель.
Эффективной мерой по сдерживанию является быстрый сбор плодов после падения, до того, как личинки выйдут на свободу, и последующее уничтожение заражённых плодов.